# PySide
PySideはPythonでGUIを構築するためのクロスプラットフォームなライブラリである。PySideはQtのPythonバインディングである。PySideはPythonに付属しているTkinter(GUIライブラリ)の代わりとして用いられる。このプロジェクトはBoostというC++のライブラリのPythonバインディングであるBoost.Pythonを用いて開発が始まった。後にはファイル容量とメモリ使用量を減らすためにShibokenというライブラリに切り替えられた。
PySideは2009年にQtの所有者であったNokiaからLGPLの下で公開された。NokiaはPyQtを開発していたRiverbank Computing社との合意形成に失敗し、代替ライセンスとしてLGPLを含むようにそのライセンスを変更した。
PySideはLinux/X11・Mac OS X・Windows・Maemo上で動作する。現在、PySideコミュニティがAndroid OSとSymbian OSのためのサポートを追加している。

## Hello World
```
import
 
sys

from
 
PySide6.QtCore
 
import
 
Qt

from
 
PySide6.QtWidgets
 
import
 
QApplication
,
 
QLabel

if
 
__name__
 
==
 
"__main__"
:

    
app
 
=
 
QApplication
(
sys
.
argv
)

    
label
 
=
 
QLabel
(
"Hello World"
,
 
alignment
=
Qt
.
AlignCenter
)

    
label
.
show
()

    
sys
.
exit
(
app
.
exec_
())

```